# First Division 1995-1996 (Irlanda)
Fu l'undicesima stagione della League of Ireland First Division e vennero promosse le prime due squadre qualificate ovvero: il Bray Wanderers A.F.C., Finn Harps F.C. e tramite play-off l'Home Farm Everton F.C..

## First Division
| Pos. | Squadra                | Pt | G  | V  | N  | P  | GF | GS | DR  |
| ---- | ---------------------- | -- | -- | -- | -- | -- | -- | -- | --- |
| 1    | Bray Wanderers A.F.C.  | 55 | 27 | 16 | 7  | 4  | 53 | 21 | +32 |
| 2    | Finn Harps F.C.        | 49 | 27 | 14 | 7  | 6  | 50 | 25 | +25 |
| 3    | Home Farm Everton F.C. | 46 | 27 | 14 | 4  | 9  | 43 | 34 | +9  |
| 4    | Cobh Ramblers F.C.     | 43 | 27 | 10 | 13 | 4  | 30 | 15 | +15 |
| 5    | St James's Gate F.C.   | 38 | 27 | 9  | 11 | 7  | 35 | 30 | +5  |
| 6    | Limerick F.C.          | 36 | 27 | 10 | 6  | 11 | 36 | 34 | +2  |
| 7    | Kilkenny City A.F.C.   | 35 | 27 | 8  | 9  | 10 | 33 | 38 | -5  |
| 8    | Waterford United F.C.  | 34 | 27 | 9  | 7  | 11 | 37 | 40 | -3  |
| 9    | Longford Town F.C.     | 21 | 27 | 5  | 6  | 16 | 26 | 46 | -20 |
| 10   | Monaghan United F.C.   | 11 | 27 | 2  | 5  | 20 | 10 | 70 | -60 |

G = Partite giocate; V = Vittorie; N = Nulle/Pareggi; P = Perse; GF = Goal fatti; GS = Goal subiti; DR = Differenza reti;